# Drake osztály (brit páncélos cirkálótípus)

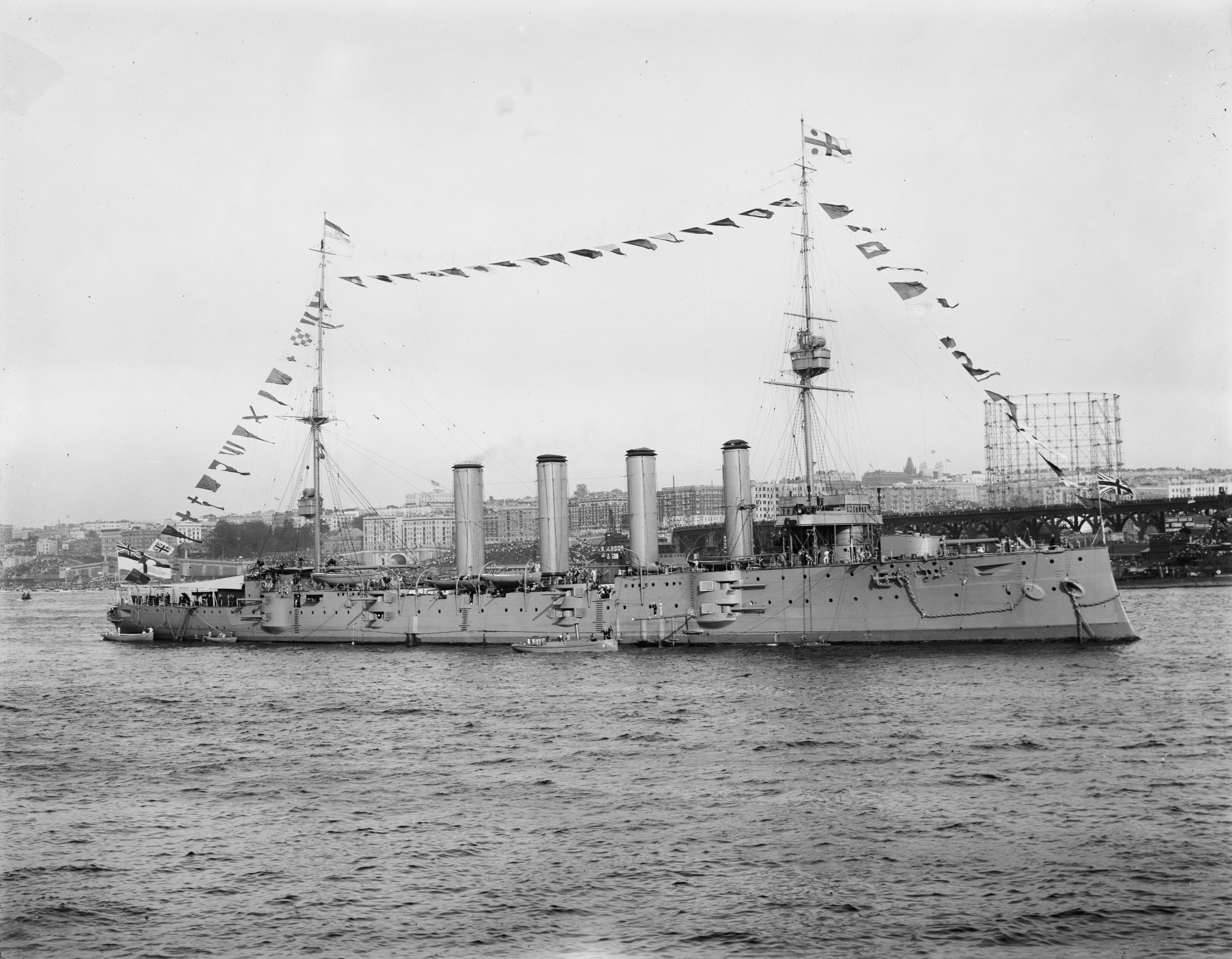
Az HMS Drake brit páncélos cirkáló 1909 szeptember-októberében a Hudson folyón a Hudson-Fulton ünnepség résztvevőjeként.

A Drake osztály egy négy egységből álló, nagy méretű, első osztályú brit páncélos cirkálótípus volt.

## A Drake osztály

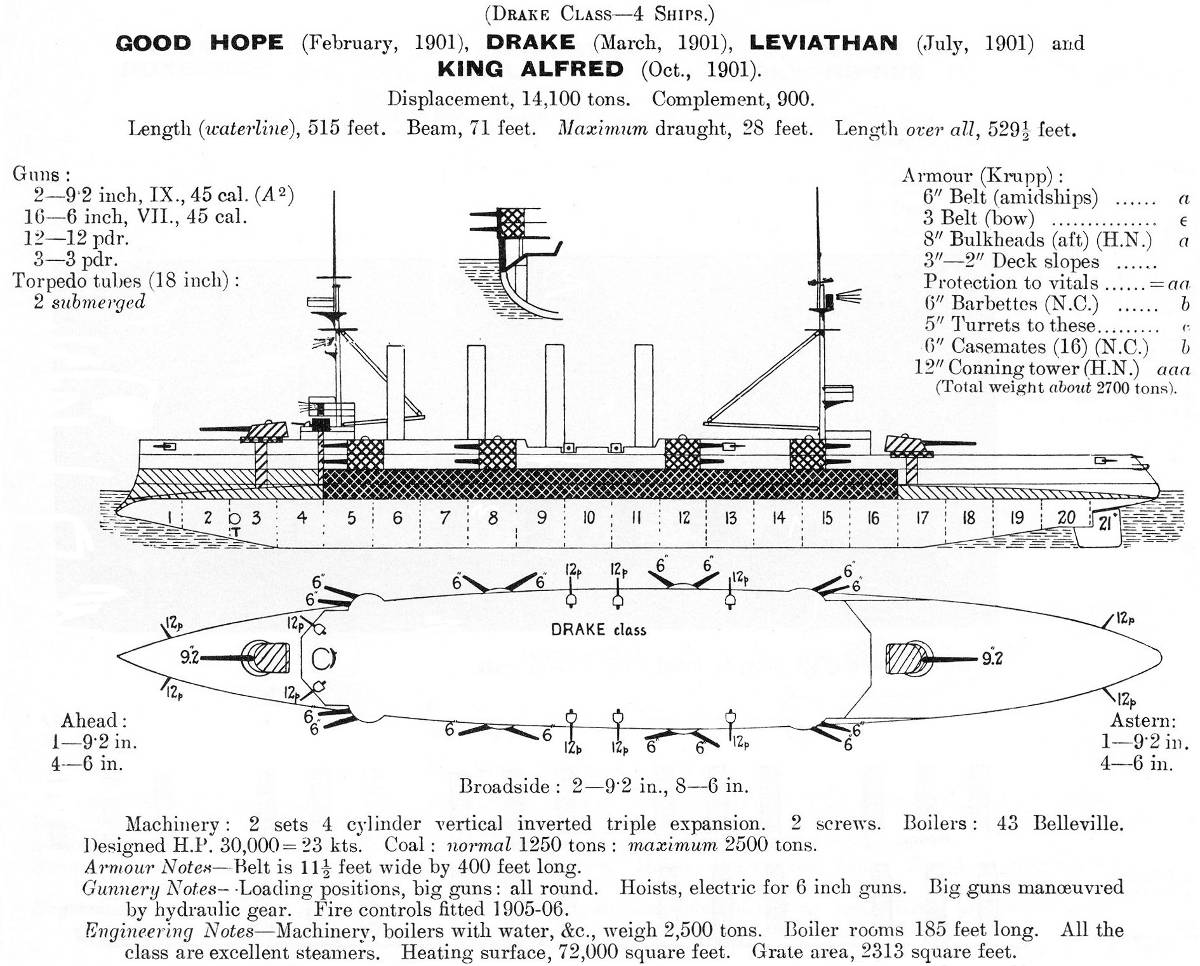
A Drake osztályú páncélos cirkálók fegyverzetét és vértezetét ábrázoló rajz részletes techmikai leírásukkal a Jane's Fighting ships 1914-es kiadásában.

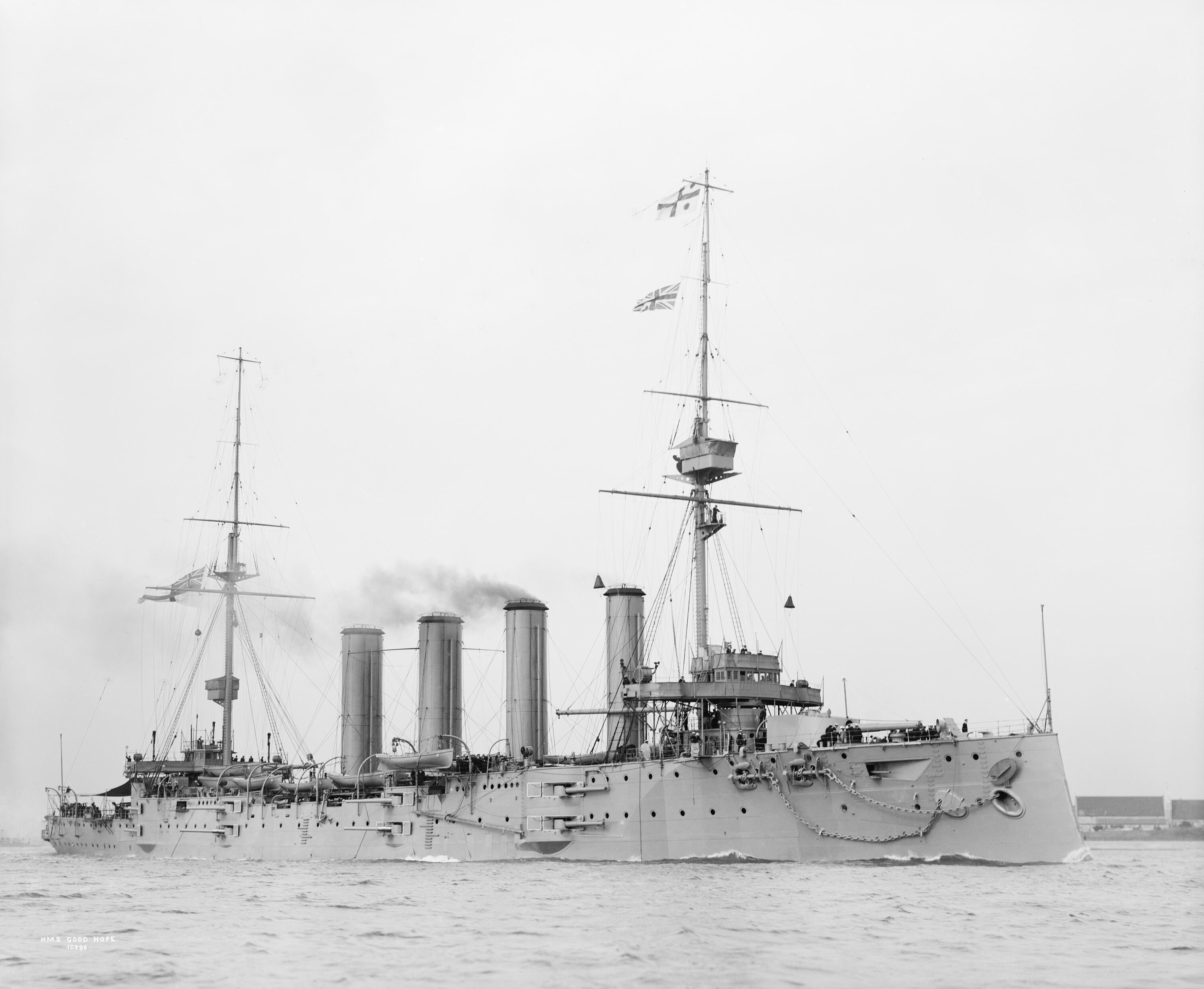
A Drake osztályú HMS Good Hope brit páncélos cirkáló.

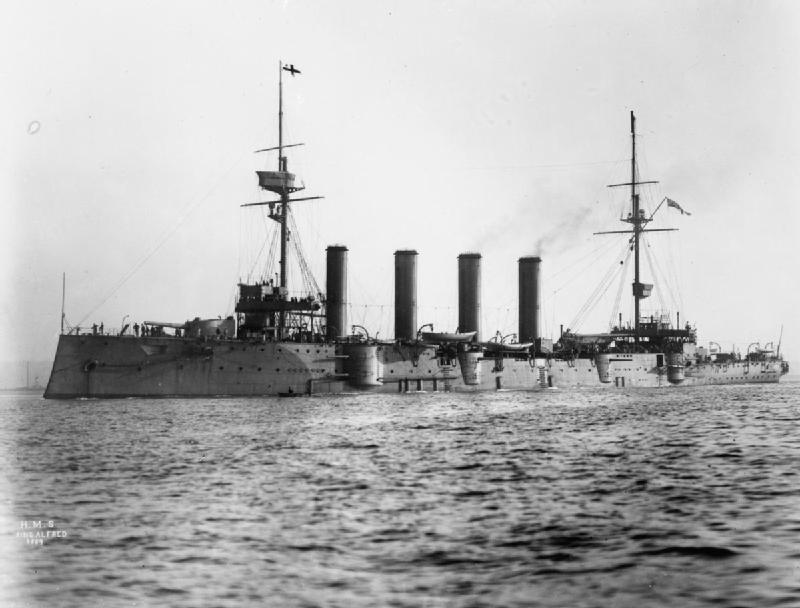
A Drake osztályú HMS King Alfred brit páncélos cirkáló 1914-1918 között.

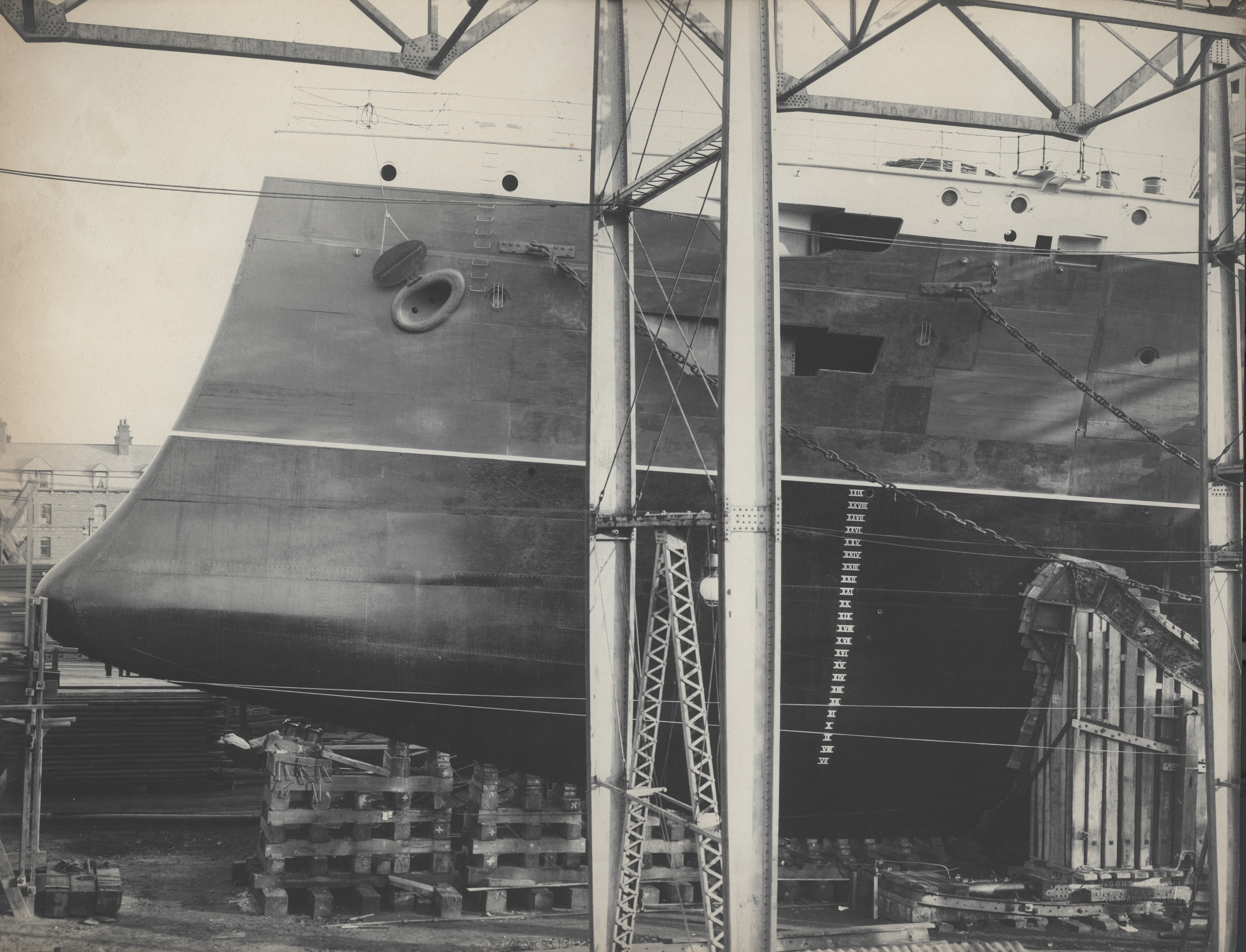
A Drake osztályú HMS King Alfred páncélos cirkáló orrtőkéje építése során.

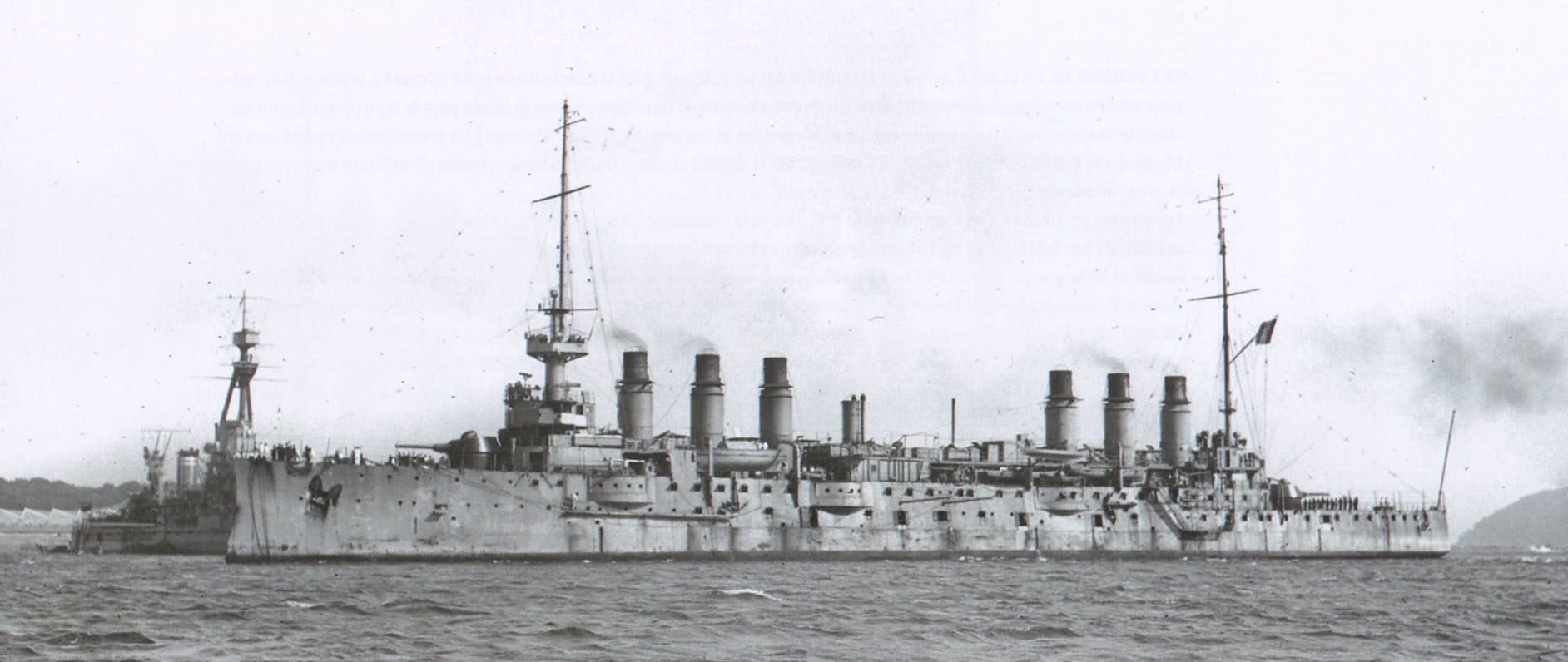
A 11 300 tonnás, 2 db 194 mm-es és 14 db 138 mm-es ágyúval felszerelt Jeanne d'Arc francia páncélos cirkáló 1921-ben. A háttérben egy Bretagne osztályú szuper-dreadnought csatahajó látható. A Drake osztály egységeit úgy tervezték, hogy minden körülmények között képesnek kellett lenniük a Jeanne d'Arc leküzdésére.

A Drake osztály (HMS Drake, HMS Good Hope, HMS Leviathan, HMS King Alfred)  első osztályú páncélos cirkálói az 1898/1899-es flottafejlesztési program keretében 1899 és 1903 között épültek meg. A hajókat a Royal Navy főkonstruktőre, Sir William Henry White tervezte  válaszként a francia Jeanne d’Arc páncélos cirkáló jelentette kihívásra. Alapvetően a korábbi Cressy osztály növelt méretű, erősebb másodlagos fegyverzetű, kis mértékben javított vértezetű, 2 csomóval gyorsabb, továbbfejlesztett változatai voltak. Az egységek plusz 4 db 152 mm-es löveget kaptak, a másodlagos tüzérség valamennyi lövege kétszintes kazamatákban került beépítésre. 23 csomós csúcssebességükkel elkészültük idején a világ leggyorsabb hadihajói közé számítottak. Építési költségük darabonként átlagban 1 000 000 font sterlingre rúgott.

### Az osztály egységei

#### HMS Drake
Az HMS Drake a 	Pembroke Dockyard -ban épült 1899. április 24-től, nevét Sir Francis Drake tiszteletére kapta.  1901. március 5-én bocsátottál vízre, szolgálatba 1903. január 13-án állt. Több különböző cirkálórajban (Cruiser Squadron) is szolgált, gyakran, mint zászlóshajó. Először a Channel Fleet kötelékébe tartozott, 1907-től előbb a 2. cirkálóraj (2nd Cruiser Squadron), majd 1908-tól az 1. cirkálóraj (1st Cruiser Squadron) zászlóshajója volt, aztán az 5. cirkálórajban (5th Cruiser Squadron) szolgált. 1911-1913 között pedig előbb az ausztráliai Australia Station, majd a Nagy-Britanniában állomásozó 6. cirkálóraj (6th Cruiser Squadron) zászlóshajója lett. 1915-1916-ban konvojkísérő feladatokat látott el az Atlanti-óceánon. 1917. október 2-án az U-79 német tengeralattjáró Észak-Írország partjainál megtorpedózta, a brit páncélos cirkáló sekély vízben elsüllyedt, legénységéből 18 fő hősi halált halt.

#### HMS Good Hope
Az egység eredetileg az HMS Africa nevet kapta, de átkeresztelték HMS Good Hope -ra a Jóreménység fokáról. A Fairfield cég govani hajógyárában épült 1899. szeptember 11-től, 1901. február 21-én bocsátották vízre, szolgálatba pedig 1902. november 8. napján állt. 1906-tól előbb az Atlantic Fleet (Atlanti Flotta) 1., majd 1908-tól a 2. cirkálórajának (2nd Cruiser Squadron) zászlóshajója lett. 1913-ban tartalékba helyezték, 1914-ben reaktiválták. 1914 augusztusától Sir Christopher Cradock (1862–1914) ellentengernagy két páncélos cirkálóból és négy könnyűcirkálóból álló 4. cirkálórajának (4th Cruiser Squadron) zászlóshajója. 1914. november 1-én ebben a minőségben vett részt a britek számára katasztrofális kimenetelű Coronel-foki csatában Maximilian von Spee (1861–1914) altengernagy jóval erősebb német kelet-ázsiai hajóraja (Ostasiengeschwader) ellen. Az összecsapás során von Spee jelentése szerint az SMS Scharnhorst páncélos cirkáló 35 telitalálatot ért el az HMS Good Hope-on, melynek elülső lőszerraktára 19:50-kor felrobbant, kettétörve a hajót. a brit páncélos cirkáló 919 fős legénységével együtt merült a hullámsírba.

#### HMS Leviathan
Az HMS Leviathan nevét a ószövetségi tengeri szörnyről kapta. A John Brown cég skóciai, Clydebank-i hajógyárában készült, építése 1899. november 30-án vette kezdetét. Vízre bocsátására 1901. július 3-án, szolgálatba állítására pedig 1903. június 16-án került sor. Előbb a távol-keleti China Station hajórajában, majd 1905-1906 között a Mediterranean Fleet (Mediterrán Flotta) állományában szolgált. 1907-től a 7. Cirkálóraj ( 7th Cruiser Squadron) egysége volt. Ezt követően rövid időre tartalékba helyezték, 1909-ben reaktiválták, a 4. Cirkálóraj (4th Cruiser Squadron) kötelékében. 1913-ban a gyors technikai fejlődés következtében már elavultnak számító páncélos cirkáló újra tartalékba került. 1914 közepén ismételten szolgálatba állították, az 1914 augusztusában létrehozott Grand Fleet 6. Cirkálórajában (6th Cruiser Squadron). Elsődleges feladata ekkor a konvojkíséret, és a portyázó német felfegyverzett kereskedelmi hajók és az óceánjárókból átalakított segédcirkálók leküzdése. 1915 elején, miután rövid ideig az 1. Cirkálórajban is szolgált, ismét a 6. Cirkálórajba sorolták. majd három éven keresztül a North America and West Indies Station zászlóshajója volt. 1918-ban ismét igénybe vették konvojkísérő feladatok ellátására Észak-Amerikából Nagy-Britanniába. 1919 elején előbb tartalékba került, végül 1920 márciusában leselejtezték.

#### HMS King Alfred
Az HMS King Alfred utolsóként állt szolgálatba a Drake osztályú páncélos cirkálók közül. Nevét a 871–899 között uralkodó legendás Nagy Alfréd (óangol nyelven: Ælfrēd) wessexi királyról kapta. Építése 1899. augusztus 11-én vette kezdetét a Vickers hajógyár barrow-in-furnessi üzemében. Vízre bocsátására 1901. október 28-án, szolgálatba állítására 1903. december 22-én került sor. Az egység 1906 és 1910 között a China Station zászlóshajója volt, ezt követően egészen 1914-ig tartalékban állt. Az első világháború kitörésekor előbb a 6. Cirkálóraj (6th Cruiser Squadron), majd 1915 októberétől a 9. Cirkálóraj (9th Cruiser Squadron) egyik egysége. Ebben a minőségében elsősorban konvojkísérő feladatokat látott el. 1916-1917-ben igénybe vették a portyázó német SMS Möwe felfegyverzett kereskedelmi hajó sikertelen üldözésében is. 1918. április 11-én az HMS King Alfred-ot az ír partoktól északra eltalálta a német UB-86 tengeralattjáró egy torpedója, de csak kisebb károkat okozott. A legénység egy tagja életét veszítette, a páncélos cirkáló sérüléseit Liverpoolban kijavították. Az egységet 1920. január 30-án leselejtezték, majd Hollandiában lebontották.